# Benedek László (biokémikus)

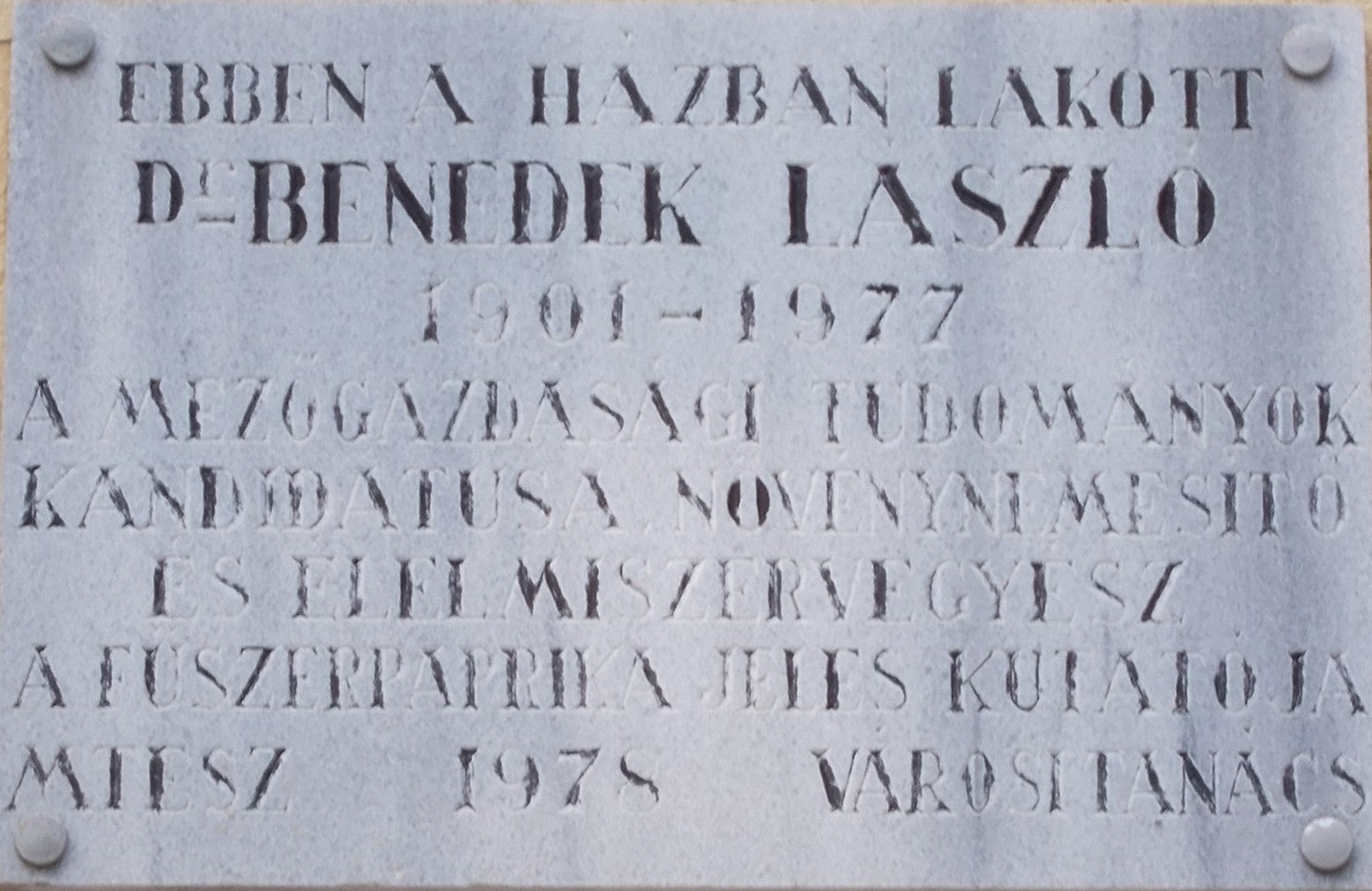
Benedek Lászlóról emléktábla egykori lakóhelyén, Szegeden

Benedek László (Szeged, 1901. május 16. – Szeged, 1977. október 3.): vegyész, paprikanemesítő, a mezőgazdasági tudományok kandidátusa (1956).

## Életrajza
Benedek Imre szíjgyártó mester és Fagler Teréz Róza elsőszülött gyermekeként született. A budapesti műegyetemen és a szegedi tudományegyetemen végezte tanulmányait, 1927-ben doktori (vegyész) oklevelet szerzett. 1927-től a szegedi Vegykísérleti és Paprikakísérleti Állomáson dolgozott, 1940-től fővegyész, 1945-től kísérletügyi igazgató 1946-tól az Országos Kémiai Intézet igazgatója volt.
1949-ben bízták meg a szegedi Paprikakísérleti Intézet szervezésével és vezetésével, amely később beolvadt a Délalföldi Mezőgazdasági Kutató Intézetbe. Itt dolgozott 1964-ben való nyugdíjazásáig.

## Munkássága
A fűszerpaprika vizsgálati és minősítő módszereinek fejlesztésével, beltartalmi tulajdonságaival, valamint fajtanemesítéssel foglalkozott. Rutinvizsgálatokra alkalmas, egyszerű, gyors és megbízható módszereket dolgozott ki, amelyet a minősítés, a nemesítés és a feldolgozó ipar egyaránt használ. Festéktartalom-vizsgálati módszerét nemzetközileg is elismerték és használják. 
Foglalkozott a fűszerpaprika festékeivel, festéktartalmának növekedésével az utóérlelés során, a cukortartalmával, vitaminféleségeivel, illóolaj-tartalmával és a kristályos kapszaicin előállításával.
Kinemesítette a szegedi F 03 elnevezésű csípős fűszerpaprika-fajtát. A bel- és külföldi folyóiratokban 38 tudományos közleménye jelent meg.

## Főbb munkái
- A magyar fűszerpaprika (többekkel, Budapest, 1954)